# Tougbo
Tougbo est une ville située au nord-est de la Côte d'Ivoire et appartenant au département de Bouna, dans la Région du Zanzan. La localité de Tougbo est un chef-lieu de commune et de sous-préfecture .
Tougbo est reconnue comme la capitale historique du peuple Komono en Côte d'Ivoire. Bien que souvent assimilés aux Lobi ou aux Dioula en raison de certaines proximités culturelles ou géographiques, les Komono forment un groupe ethnique distinct, de taille modeste, originaire de la rive droite de la Volta Noire. Leur territoire s'étend principalement dans la zone frontalière entre la Côte d'Ivoire et le Burkina Faso.